# Cairnsichthys
Cairnsichthys is een geslacht van straalvinnige vissen uit de familie van de regenboogvissen (Melanotaeniidae).

## Soort
- Cairnsichthys rhombosomoides (Nichols & Raven, 1928)